# 신수연
신수연(2004년 11월 29일~)은 대한민국의 배우이자 모델이다.

## 학력
- 인천숭의초등학교 (졸업)
- 인화여자중학교 (졸업)
- 인화여자고등학교 (졸업)

## 출연 작품

### 연기 활동

#### 영화
- 2014년 《이쁜 것들이 되어라》 ... 어린 채경희[3] 역
- 2014년 《소녀괴담》 ... 어린 정세희[4] 역
- 2015년 《선지자의 밤》 ... 어린 한여주[5] 역
- 2019년 《신의 한 수: 귀수편》 ... 신수연 역
- 2020년 《강철비 2: 정상회담》 ... 송영희 역
- 2023년 《악마들》 ... 최현아 역

#### 드라마
- 2009년 MBC 일일시트콤 《지붕뚫고 하이킥!》 ... 어린 정해리[6] 역
- 2010년 MBC 월화미니시리즈 《역전의 여왕》 ... 한소라 역
- 2011년 MBC 주말연속극 《반짝반짝 빛나는》 ... 박지원 역
- 2011년 JTBC 아침드라마 《여자가 두번 화장할 때》 ... 설소영 역
- 2012년 SBS 플러스 미니시리즈 《그대를 사랑합니다》 ... 황민지 역
- 2013년 JTBC 월화드라마 《그녀의 신화》 ... 어린[7] 경희(은경희 / 김서현) 역
- 2013년 JTBC 주말연속극 《궁중잔혹사 꽃들의 전쟁》 ... 설화 역
- 2013년 tvN 금토드라마 《응답하라 1994》 ... 어린 성나정[8] 역
- 2014년 MBC 주말드라마 《왔다! 장보리》 ... 어린 연민정[9] 역
- 2014년 SBS 월화드라마 《닥터 이방인》 ... 어린 오수현[10] 역
- 2014년 KBS2 월화드라마 《힐러》 ... 어린[11] 영신(채영신 / 오지안) 역
- 2015년 SBS 주말드라마 《애인 있어요》 ... 백조 역
- 2016년 KBS2 수목드라마 《오 마이 금비》 ... 정은수 역
- 2017년 SBS 수목드라마 《사임당, 빛의 일기》 ... 이매창 역
- 2018년 tvN 토일드라마 《미스터 션샤인》 ... 한수미 역
- 2018년 tvN 수목드라마 《남자친구》 ... 한지유 역
- 2019년 tvN 월화드라마 《왕이 된 남자》 ... 한달래 역
- 2019년 채널A 금토드라마 《평일 오후 세시의 연인》 ... 이아진 역
- 2019년 MBN 수목드라마 《우아한 가》 ... 어린 모석희[12] 역
- 2020년 tvN 토일드라마 《하이바이, 마마!》 ... 장영심 역
- 2020년 JTBC 금토드라마 《부부의 세계》 ... 윤노을 역
- 2020년 SBS 금토드라마 《더 킹 : 영원의 군주》 ... 어린 구서령[13] 역
- 2020년 SBS 월화드라마 《브람스를 좋아하세요?》 ... 어린 이정경[14] 역
- 2021년 tvN 수목드라마 《멜랑꼴리아》 ... 최시안 역

## 수상 경력
- 2010년 롯데백화점 예쁜 아이 선발대회 대상
- 2010년 미미공주 선발대회 대상